# 雅雷地区圣克里斯托
雅雷地区圣克里斯托（法語：Saint-Christo-en-Jarez，法語發音：[sɛ̃ kʁisto ɑ̃ ʒaʁɛ]）是法国卢瓦尔省的一个市镇，位于该省东南部，圣艾蒂安市区东北，属于圣艾蒂安区和圣艾蒂安都会区。

## 地理
雅雷地区圣克里斯托（45°32'41"N, 4°29'12"E）面积21.77 平方千米，位于法国奥弗涅-罗讷-阿尔卑斯大区卢瓦尔省，该省份为法国中南部省份，北起顺时针与索恩-卢瓦尔省、罗讷省、伊泽尔省、阿尔代什省、上盧瓦爾省、多姆山省和阿列省接壤。
与雅雷地区圣克里斯托接壤的市镇（或旧市镇、城区）包括：瓦尔弗勒里、丰塔内斯、格拉蒙、马尔瑟诺、圣沙蒙、雅雷地区圣罗曼、索尔比耶。
雅雷地区圣克里斯托的时区为UTC+01:00、UTC+02:00（夏令时）。

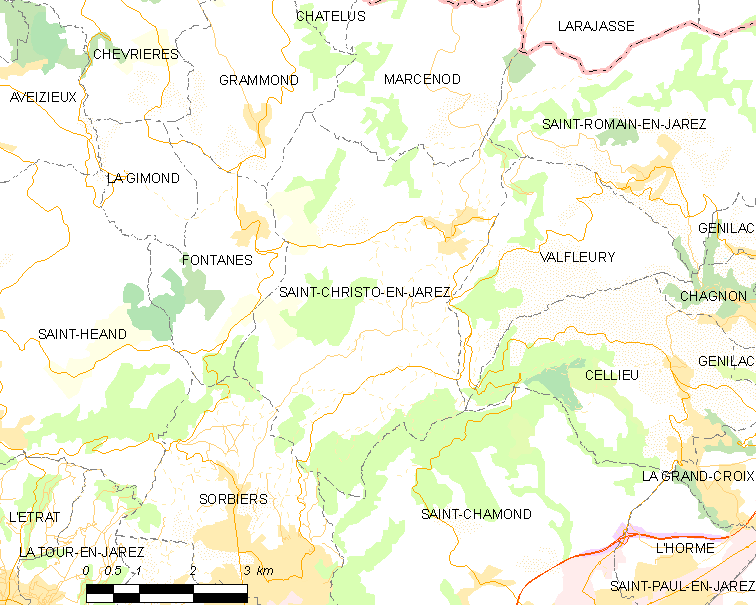
雅雷地区圣克里斯托的OSM定位图

## 行政
雅雷地区圣克里斯托的邮政编码为42320，INSEE市镇编码为42208。

## 政治
雅雷地区圣克里斯托所属的省级选区为索尔比耶县。

## 交通
卢瓦雷省省道D6线、D23线和D106线经过境内。

## 人口

1962-2008年间雅雷地区圣克里斯托人口变化图示

雅雷地区圣克里斯托于2022年1月1日时的人口数量为1888人。

## 友好城市
- 義大利 布伦比奥（2004年）